# 데니스 게이츠고리
데니스 게이츠고리(영어: Dennis Gaitsgory)는 하버드 대학교의 교수로, 기하학적 랭글랜즈 프로그램(geometric Langlands program)에 대한 업적으로 유명한 수학자이다. 소비에트 연방 몰도바에서 태어나서 타지키스탄에서 자랐다. 그러다, 이스라엘로 옮겨가서 텔 아비브 대학교의 수학자인 조셉 번스타인의 지도아래에서 수학을 공부하였다. 1997년에 보형층과 아이젠슈타인 수열(Automorphic sheaves and Eisenstein Series)라는 제목으로 박사학위를 받았다. 그의 뛰어난 수학적 업적으로 하버드 펠로 소사이어티(영어: Harvard Fellow Society)의 하버드 주니어 펠로십, 클레이 수학연구소의 클레이 연구 펠로십, 그리고 유럽 수학회 상을 수상하였다.
그의 기하학적 랭글랜즈 프로그램에 대한 업적 중 가장 중요한 것들은 2002년에 미국 버클리 대학교의 에드워드 프렌켈(Edward Frenkel)과 미국 노스웨스턴 대학교의 카리 빌로넨(Kari Vilonen)과 공저자를 한 기하학적 랭글랜즈 가설에 대하여(On the geometric Langlands conjecture)에서 유한 체상의 가설을 증명해 낸 것과, 2004년에 쓴 기하학적 랭글랜즈 대응에서 등장하는 소멸 가설에 대하여(On a vanishing conjecture appearing in the geometric Langlands correspondence)에서 먼저번의 업적을 복소수들에까지 확장한 것을 꼽을 수 있다.
2005년에 하버드 대학교로 옮기기 전에는 시카고 대학교에서 2001년부터 2005년까지 부교수로 재직하였다.